# 三浦為脩
三浦 為脩（みうら ためのぶ）は、江戸時代後期の紀州藩家老。三浦長門守家第5代当主。父は紀州藩第7代藩主・徳川宗将。養父は和歌山藩家老・三浦為恭。官位は従五位下長門守。

## 生涯
宝暦9年（1759年）4月11日、和歌山藩主・徳川宗将の八男として生まれる。母は側室・村上氏。宝暦10年（1760年）5月に和歌山藩家老・三浦為恭の養子となり、将監と称する。明和3年（1766年）3月に通称を丈之助に改め、同年4月には兄である藩主・徳川重倫に拝謁する。
安永3年（1774年）5月の元服に際しては、兄の重倫が前髪執の儀を行い、備前長船祐定の太刀を下賜している。翌安永4年（1774年）7月、養父・為恭の死去により家督相続し、安永5年（1777年）9月に江戸に出府して第10代将軍・徳川家治と世子・徳川家基に拝謁。同年12月、従五位下長門守に任官し、家老となる。
天明元年（1781年）6月に徳川家斉が将軍家の世子となり、同年7月に江戸城で拝賀する。天明7年（1787年）3月に家斉が将軍宣下を受けると、為脩は奉賀使として江戸に出府し、同年4月22日に江戸城で家斉に拝賀した。
寛政元年（1789年）9月4日、死去。享年31（満30歳没）。墓所は和歌山県和歌山市の了法寺。家督は嫡男・為積が相続した。